# Campeonato Mundial Feminino de Xadrez de 1975

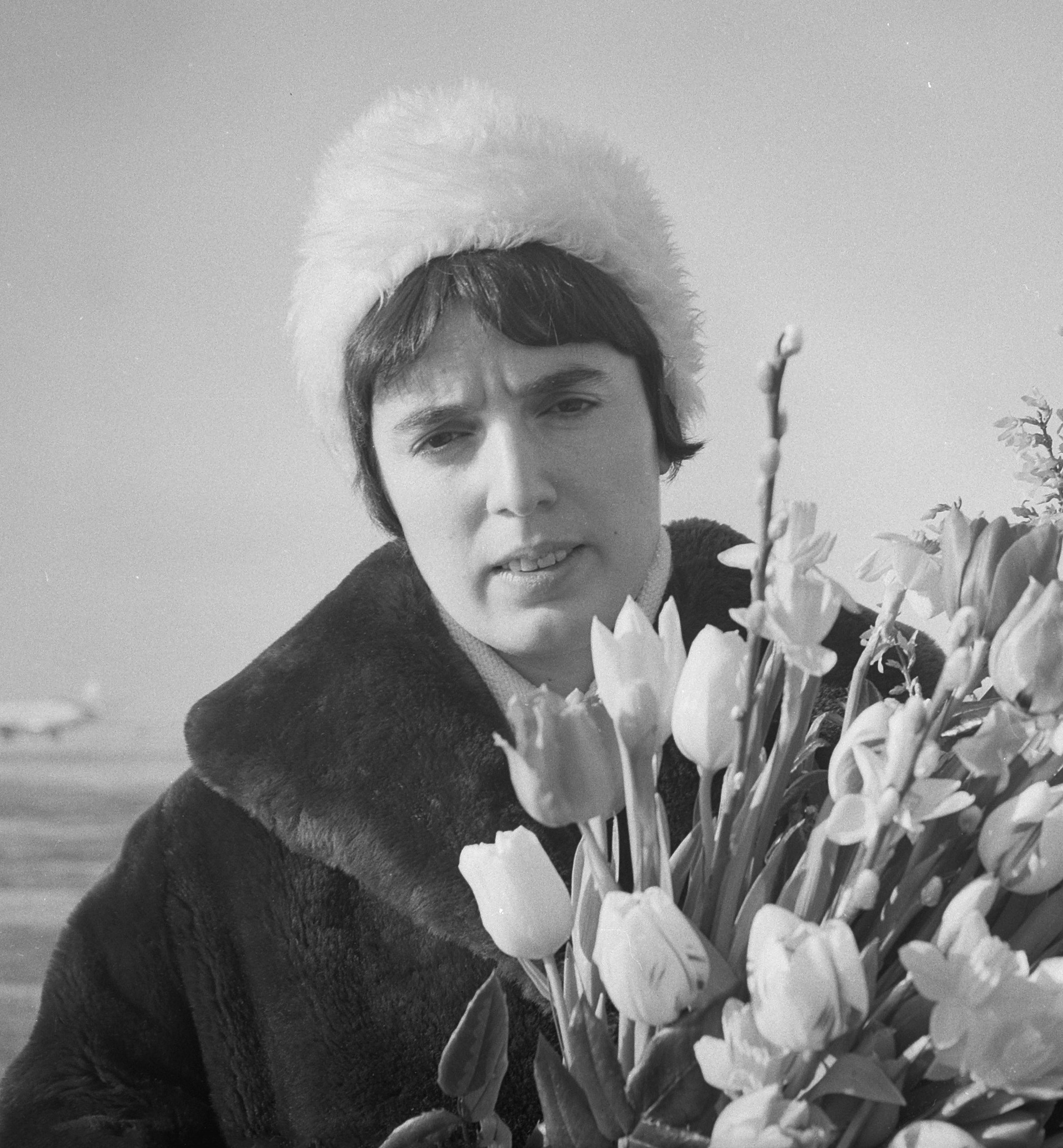
Campeã Nona Gaprindashvili da 17ª edição do campeonato mundial femenino de xadrez

O Campeonato Mundial Feminino de Xadrez  de 1975 foi a 17ª edição da competição sendo disputada em um match entre a então campeã Nona Gaprindashvili e a desafiante Nana Alexandria. A disputa foi realizada em Tbilisi e Bichvinta e a vencedora foi Nona Gaprindashvili que manteve o título de campeã mundial.
| Nome             | 01 | 02 | 03 | 04 | 05 | 06 | 07 | 08 | 09 | 10 | 11 | 12 | Total |
| Gaprindashvili N | 1  | 0  | 1  | 1  | =  | 1  | 1  | 0  | 1  | 0  | 1  | 1  | 8.5   |
| Alexandria N     | 0  | 1  | 0  | 0  | =  | 0  | 0  | 1  | 0  | 1  | 0  | 0  | 3.5   |